# 當用漢字
當用漢字（日语：〔〕／ tōyō kanji *）為日本於1946年（昭和21年）11月16日由日本內閣發佈的《当用漢字表》（当用漢字表）中所公佈的漢字，共計1850字。廣義的來說，還包含了《当用漢字表》、《当用漢字別表》、《当用漢字音訓表》、《当用漢字字体表》、《当用漢字改訂音訓表》等與漢字政策相關的法令。后為常用漢字所取代。

## 簡介
當用漢字主要是由漢字中使用率高的字所構成，作為公文、媒體等文字的表示範圍之用。同時，部份筆畫複雜的傳統漢字，也嘗試由一般文獻記載已使用之筆畫簡化的「略字」所取代。
其實從戰前開始，表音主義者便認為漢字數目太多，不利於學習，因此強硬主張應該完全廢除日文中的漢字，以假名為主。因此實際以文部省為中心，開始嘗試限制漢字的使用。但是由於民間以及文字、語言學者的反對聲浪相當強烈，該改革無法進行。戰後因同盟國佔領，國字的改革議題由於社會的混亂，形成了改革的共識。於是由表音主義者主導，以將來全面廢止漢字使用為前提，制定「當用漢字」政策，初步階段先減少漢字在日文中的使用比例。
然而，「當用漢字」畢竟只是一個妥協性的內容，表音主義者與表意主義者對漢字的存續與否，既沒有積極的擁護，也沒有積極的反對。於是表音化與表意化的議題始終持續著，並未真正全面性廢止漢字，如此實行了35年而未曾修定。
由於當用漢字刪除了不少實際上使用率很高的漢字，因此1981年，内閣公告了僅僅作為「目標」，而非「強制」的《常用漢字》，追加196個新的漢字，並廢止了《當用漢字表》簡化、限用漢字的政策。

## 限制對象
以下就當用漢字於1946年公告的具體範圍，以及其意圖作簡單的說明。
當用漢字的限用對象為法令、公文、報紙、雜誌、以及一般社會上使用等的文字記述為對象。
使用上要注意的，在當用漢字以外的漢字，要使用時，以假名來記載。
關於專有名詞方面，最好能夠就當用漢字的基準來進行整理。不過這並不是強制要求即刻中止漢字的使用，以平假名來表示。這個是尊重專家的意見。但是，在同時專門的工作或研究應該也可以在當用漢字的範圍內進行。
在專有名詞的考量之外，例如地名或人名等，很多沒有包含在當用漢字內的情況之外，並不會有問題。但是，住居表示、出生地與新地名、人名的場合，可以使用當用漢字或人名用漢字。
其他方面，動物名或是中國、朝鮮以外的外國地名，使用片假名來表記。
同時，關於字體和讀音也正在調查中，關於這些，後來公布了《當用漢字音訓表》（1948年）和《當用漢字字體表》:（1949年）。另外，依據《同音漢字書寫規則》（同音の漢字による書きかえ）（昭和31年7月5日「國語審議會」報告）使用代用字和代用語。

## 問題點

### 混同書寫
今天常見的漢字和假名「混同書寫」問題，也是隨當用漢字表的出現才產生的。根據此表，對使用當用漢字無法書寫的辭彙可進行同音替換；而現實中，則有人將漢字用假名發音來替代，以這種方式繼續使用原有辭彙，這即是所謂「混同書寫」現象的由來。
不少成語中含有不屬於《當用漢字表》的漢字，因此，這些成語就必須參雜漢字與假名一起來表示，如日本的四字熟語按當用漢字必須寫成、寫成。可是這樣的表記法，不脫破壞傳統文化的占領政策而遭到批評。

### 脫離傳統和漢字使用國
當用漢字中因為包含許多日本新字體，對於閱讀古典的古籍原著便有了困難。同時，在其他使用漢字的地方中，中國大陸通過漢字簡化而改用簡化字。因此，漢字在各地不再統一。目前仍使用傳統漢字的地方則有台灣、香港、澳門以及一些海外華人社區。

## 批評
以漢字全廢為目的的當用漢字屢次遭到批判。1956年（昭和31年），國語審議會會長森戶辰男於記者見面會上，表示「漢字假名混合表記是審議的前提。漢字全廢不予考慮。」1958年開始，雜誌《聲》連載的《我的國語教室》中，福田恆存指出「目前對漢字進行限制已經是明顯不可能的事情了」。因國語審議會大多數由表音主義者所佔據，大會每次都由所選出的同樣幾位委員所構成；在1961年的大會上，發生了舟橋聖一、鹽田良平、宇野精一、山岸德平等改革反對派委員退場的事件。
1962年，國語審議會委員吉田富三表示「國語（日語）是以漢字假名混合表記作為正式規則的。國語審議會在此前提下對國語的改善進行審議」，並提案將此作為審議前提。

## 爭論
自幕末以來，作為日語表記方法之一，使用漢字的是是非非屢次成為人們討論的對象。批判漢字使用時所採用的根據有下面這些：
- 漢字的數量太多，也難以記住其讀音和寫法。
- 國際上大多數國家都是使用羅馬字，使用漢字是自絕於世界。

打字機、電腦出現之後，也有人從機械化方面來批判：
- 因漢字數量巨大，文字處理機、電腦對其的處理要花費較長時間。
- 和產生只使用假名或羅馬字的文檔相比，產生漢字假名相混合的文檔要經過所謂的「假名漢字轉換」（かな漢字変換），損失效率。

上述這些理由也產生了如下的主張，認為依照政策來削減漢字使用或將漢字全部廢除不再使用這種做法有利於國家利益。
1866年（慶應二年），前島密向當時在位的德川慶喜將軍提出名為《漢字廢止之議》（漢字御廃止之議）的報告和提議，這被世人認為是漢字廢止論的先驅。他提出「漢字的習得過程沒有效率，應予廢止」的觀點。
而反對廢除漢字者的理由如下：
- 隨著電腦與文字處理器的發展，以使用打字機、活字、手書原稿為前提而對漢字作出的限制、簡化已失去原有效果。曾經是漢字限用派的金田一春彦認為，1995年（平成7年）至今，文字處理器已有很大發展，無論常用漢字、新字体還是現代假名遣都變得無意義。[1]
- 如果廢除漢字，由於無法分辨同音異義詞，其間的差異將不復存在，日本語會因此失去越來越多的表達方式和概念，變為表現力貧乏、非常幼稚的語言。[2]
- 漢字若被廢止，學過漢字而能理解古典文學的菁英階層與無法理解漢字的庶民之間會形成文化隔閡，這對文化發展有害無益。[3]